# Beta Lupi
Beta Lupi (β Lupi/β Lup) è una stella della costellazione del Lupo, appartenente alla classe spettrale B2III. È conosciuta anche con il nome cinese Kekouan, che significa "Ufficiale di cavalleria (nome che divide con Kappa Centauri). Dista 523 anni luce dalla Terra. 

## Caratteristiche
La stella è una gigante blu con una massa 9 volte quella del Sole ed un raggio quasi 8 volte superiore. Come la stella Alfa delle costellazione del Lupo è anch'essa una variabile Beta Cephei. Con un'età di circa 25 milioni di anni la stella ha già terminato o lo sta per fare, l'idrogeno nel suo nucleo e si sta avviando verso lo stadio di gigante, anche se, nonostante la sua classificazione, pare più una subgigante.
Come le altre stelle di classe B della costellazione (tra cui anche α Lupi e ε Lupi) fa parte dell'associazione stellare Scorpius-Centaurus, e più precisamente del gruppo Centauro Superiore-Lupo, composto da stelle con la stessa origine e moto nello spazio.